# Jordi Braam
Jordi Braam (Arnhem, 5 april 1992) is een Nederlands voormalig voetballer die als middenvelder speelde.
Braam kwam in 2011 vanuit de Voetbal Academie N.E.C./FC Oss bij het eerste team van FC Oss waar hij debuteerde in het profvoetbal. In het seizoen 2013/14 speelde hij voor Sportclub N.E.C.. Daarna ging hij naar SV Juliana '31 maar moest na enkele maanden op medisch advies stoppen met voetbal. Braam besloot in januari 2017 weer te in competitie verband te spelen voor RKVV HAVO waar hij op 14-jarige leeftijd debuteerde in het eerste elftal. In april in het seizoen 2018-2019 scheurde hij zijn achillespees af en is daarna definitief gestopt met voetbal. Hij fungeerde vanaf eind 2019 als fysiotherapeut van het Afghaans voetbalelftal.